# Termografska kamera
Termografska kamera (imenovana tudi infrardeča kamera ali toplotna kamera) je naprava, ki tvori sliko s pomočjo infrardečega sevanja, podobno kot kamera, ki ustvari sliko z uporabo vidne svetlobe. Namesto območja od 400 do 700 nanometrov vidne svetlobe, delujejo infrardeče kamere na valovnih dolžinah do 14000 nanometrov (14 µm). Taka uporaba se imenuje termografija.

## Zgodovina

### Predhodniki
Infrardečo svetlobo je odkril Sir William Herschel leta 1800, kot obliko sevanja zunaj rdeče luči. Te infrardeče žarke so se v glavnem uporabljali za toplotno merjenje. Obstajajo štiri osnovne zakonitosti infrardečega sevanja: Kirchhoffov zakon o toplotnem sevanju, Stefan-Boltzmannov zakon, Planckov Zakon in Dunajsko izpodrivno pravo. Razvoj detektorjev je bil usmerjen v uporabo termometra in bolometra vse do prve svetovne vojne. Bolometer je izumil Langley leta 1878. Imel je sposobnost za odkrivanje sevanja krave od 400 metrov, ter je bil občutljiv na razlike v temperaturi na sto tisočinko stopinje celzija.

### Prva termografična kamera
Madžarski fizik Kálmán Tihanyi je leta 1929 izumil infrardečo občutljivo elektronsko televizijsko kamero za protizračno obrambo v Združenem kraljestvu. Prve termo kamere so se pojavile z razvojem prvega infrardečega skenerja vrstic. Ta je bil ustvarjen leta 1947 s strani ameriške vojske in Texas Instruments, ter je potreboval eno uro, da je ustvaril eno sliko. Medtem ko so raziskovali različne načine izboljšanja hitrosti in natančnosti te tehnologije, je bila AGA družba zmožna tržiti z uporabo hlajenega fotoprevodnika.
Prvi vrstični infrardeči linijski skener je bil britanski Yellow Duckling v sredini leta 1950. Ta je uporabljal stalno rotirajočo se ogledalo in detektor, z Y osjo skeniranja pri gibanju letala. Čeprav je bila ta tehnologija neuspešna za sledenje podmornic glede na zaznavanje valov, so jo uporabili za nadzor na kopnem in je postal temelj vojaškega infrardečega vrstičnega skenerja.
To delo so dodatno razvijali pri Royal Signals in Radar Establishment v Veliki Britaniji, ko so odkrili, da lahko živosrebrov kadmijev telurid uporabijo kot prevodnik, kateri je potreboval bistveno manj hlajenja. Honeywell je v Združenih državah razvil matriko detektorjev, ki so se prav tako hladili pri nižji temperaturi, vendar so skenirala mehansko. Ta metoda je imela več pomanjkljivosti, katerim bi se lahko izognili z uporabo elektronskega skeniranja. Michael Francis Tompsett je leta 1969 v angleškem Electric Valve Company patentiral kamero, katera je skenirala elektronsko in je dosegala visoko raven zmogljivosti po številnih drugih prebojih skozi 1970.

### Pametni senzorji
Eden od najbolj pomembnih področij razvoja za varnostni sistem je bila sposobnost pametne ocene signala, kot tudi opozorilo za prisotnost grožnje. Pri vzpodbujanju za strateško obrambo ZDA,  so se začeli pojavljati »pametni senzorji«. Ti senzorji so lahko združevali zaznavanje, pridobivanje signala, obdelavo in razumevanje. Obstajata dve glavni vrsti pametnih senzorjev. Prva tehnologija se uporablja v vidnem območju, druga pa je bolj usmerjena na določeno uporabo in izpolnjuje vnaprejšnjo obdelavo ciljev s svojo zasnovo in strukturo.
Proti koncu leta 1990 je bila infrardeča tehnologija vse bolj namenjena za civilno uporabo. Zaradi močnega znižanja stroškov za nehlajene matrike, skupaj z velikim povečanjem razvoja privede do dvojnega načina uporabe trga, med civilnim in vojaškim.

## Vrste
Termografske kamere lahko razdelimo v dve skupini: tiste z ohlajenimi detektorji infrardeče slike in tiste z nehlajenimi detektorji.

### Hlajeni infrardeči detektorji
Brez hlajenja bi bili ti senzorji (ki odkrivajo in pretvarjajo svetlobo na podoben način kot skupne digitalne kamere, vendar pa so izdelane iz različnih materialov) »slepi« ali poplavljeni z lastnim sevanjem. Pomanjkljivosti ohlajenih infrardečih kamer je, da so drage tako za proizvodnjo in uporabo. Hlajenje je tako energijsko kot časovno potratno.
Te kamere potrebujejo nekaj minut, da se ohladijo, preden se jih lahko ponovno uporablja. Najbolj pogosto uporabljeni sistem hlajenja je rotacijski Stirling motor. Čeprav je ta hladilni sistem razmeroma dražji, nam te kamere zagotavljajo vrhunsko kakovost slike v primerjavi z nehlajenimi.

### Nehlajeni infrardeči detektorji
Nehlajene termo kamere uporabljajo senzor, ki deluje pri sobni temperaturi. Vsi sodobni nehlajeni detektorji uporabljajo senzorje, ki delujejo s spremembo upornosti, napetosti ali toka, ko je segret z infrardečim sevanjem.
Nehlajeni infrardeči senzorji se lahko ustalijo pri delovni temperaturi za zmanjšanje šuma, vendar se ne ohladijo do nizkih temperatur in ne zahtevajo dragih hladilnikov. Tako so infrardeče kamere manjše in cenejše. Vendar pa je njihova ločljivost in kakovost slike po navadi nižja od hlajenih detektorjev.

## Uporaba
Prvotno so bile razvite za vojaške namene v času korejske vojne, čez čas pa so kamer začeli uporabljati tudi na drugih področjih, kot v zdravstvu in arheologiji. Napredna optika in prefinjeni programski vmesniki so povečali vsestranskost infrardečih kamer.
Uporablja se jih za:
- Nočno gledanje
- Pregled stavb
- Pregled streh
- Pregon in boj proti terorizmu[12]
- Uporablja jih vojska in policija za odkrivanje in sledenje
- Termografska optika za orožje
- Iskalne in reševalne operacije
- Gasilske operacije
- Medicinsko testiranje za diagnozo
- Nadzor kakovosti v proizvodnjah
- Astronomijo
- Nočno gledanje v avtomobilih
- Raziskave in razvoj novih izdelkov
- Iskanje ognja
- Meteorologijo

## Specifikacije
Nekateri parametri specifikacije sistema infrardeče kamere so:
- Število slikovnih pik
- Hitrost sličic
- Odzivnost
- Najmanjša razdalja ostrenja
- Življenjska doba senzorja
- Minimalna razločljiva temperaturna razlika
- Vidno polje
- Dinamični razpon
- Vhodna moč
- Masa in prostornina